# Ravda Peak
Der Ravda Peak (englisch; bulgarisch връх Равда wrach Rawda) ist ein 664 m hoher und felsiger Berg auf der Livingston-Insel im Archipel der Südlichen Shetlandinseln. Im Levski Ridge der Tangra Mountains ragt er 1,75 km nördlich des Levski Peak 1,6 km ostnordöstlich des Zograf Peak, 2,6 km südöstlich des Kuzman Knoll und 3,6 km südlich des Atanasoff-Nunataks auf.
Bulgarische Wissenschaftler kartierten ihn zwischen 2004 und 2005. Die bulgarische Kommission für Antarktische Geographische Namen benannte ihn 2005 nach dem Dorf Rawda im Osten Bulgariens.